# Hrvatski rukometni kup za žene 2018./19.
Hrvatski rukometni kup za žene za sezonu 2018./19. je osvojila "Podravka Vegeta" iz Koprivnice.

## Rezultati

### Osmina završnice
| datum             | par                                                | rez.  | napomene |
| ----------------- | -------------------------------------------------- | ----- | -------- |
| 26. veljače 2019. | Zelina (Sveti Ivan Zelina) - Koka Varaždin         | 17:18 |          |
| 26. veljače 2019. | Ivanić (Ivanić-Grad) - Zrinski Čakovec             | 31:28 |          |
| 27. veljače 2019. | 1234 Virovitica - Lokomotiva Zagreb                | 9:34  |          |
| 27. veljače 2019. | Murvica Crikvenica - Bjelovar                      | 28:26 |          |
| 27. veljače 2019. | Sinj - Osijek                                      | 35:28 |          |
| 4. ožujka 2019.   | Đurđevac - Umag                                    | 23:35 |          |
| 13. ožujka 2019.  | Baranja Beli Manastir - Podravka Vegeta Koprivnica | 18:46 |          |
| 31. ožujka 2019.  | Trogir 58 - Sesvete Agroproteinka                  | 22:28 |          |

### Četvrtzavršnica
| datum             | par                                            | rez.  | napomene |
| ----------------- | ---------------------------------------------- | ----- | -------- |
| 17. travnja 2019. | Ivanić (Ivanić-Grad) - Murvica Crikvenica      | 27:32 |          |
| 17. travnja 2019. | Podravka Vegeta Koprivnica - Lokomotiva Zagreb | 26:19 |          |
| 18. travnja 2019. | Koka Varaždin - Umag                           | 32:25 |          |
| 30. travnja 2019. | Sinj - Sesvete Agroproteinka                   | 26:31 |          |

### Završni turnir
Igran od 16. do 18. svibnja 2019. u Poreču u dvorani "Žatika".

| klub1                      | rez.          | klub2                 |
| poluzavršnica              | poluzavršnica | poluzavršnica         |
| -------------------------- | ------------- | --------------------- |
| Podravka Vegeta Koprivnica | 35:21         | Koka Varaždin         |
| Sesvete Agroproteinka      | 32:20         | Murvica Crikvenica    |
|                            |               |                       |
| za pobjednika              |               |                       |
| Podravka Vegeta Koprivnica | 33:14         | Sesvete Agroproteinka |

## Vanjske poveznice
- hrs.hr
- hr-rukomet.hr